# Buakaw Banchamek
Sombat Banchamek conhecido como Buakaw Banchamek  (em tailandês:  สมบัติ บัญชาเมฆ; 8 de Maio de 1982), é um lutador de Muay Thai tailandês da categoria de peso meio-médio, que anteriormente lutou sob a égide do ginásio Por. Pramuk Gym, em Bangkok, Tailândia, com o nome artístico de ringue Buakaw Por. Pramuk (em tailandês:  บัวขาว ป.ประมุข), ginásio do qual rescindiu contracto em 2012 por alegações de exploração. Como consequência, não pôde mais lutar com o seu "nome de ringue" original nem, conforme a lei tailandesa, continuar a lutar na Tailândia. Depois, Buakaw abriu o seu próprio ginásio.
Foi campeão por duas temporadas do Omnoi Stadium, campeão do Lumpini Stadium Toyota Marathon, campeão de peso-pluma da Tailândia e campeão por duas vezes do K-1 World MAX. Desde 1 de agosto de 2017, está classificado como #5 melhor do mundo na categoria de peso-leve pela CombatPress.com.
Começou a lutar aos oito anos em sua casa província de Surin, no nordeste da Tailândia, onde nasceu, mas aos quinze mudou-se para Bangkok, onde entrou na academia Por. Pramuk.
Buakaw treina durante oito horas, de segunda a sábado, na sua academia que fica num local bastante tranquilo, às margens do Rio Bangpakong.
No K-1 World MAX, venceu lutadores como o japonês Masato (campeão em 2003 e 2008), e o holandês Andy Souwer (campeão em 2005 e 2007).

## Títulos
- Campeão do K-1 World MAX 2006.
- Campeão do K-1 World MAX 2004.
- Campeão lightweight do Stadium Lumpinee.
- Campeão lightweight do Stadium Omnoy.
- Campeão Featherweight do Stadium Omnoy.
- Campeão Toyota tournamet cup.
- Campeão Featherweight Professional Muaythai Authority of Thailand.
- Campeão WMC Explosion 2006.
- Campeão S-1 Super Welter Weight.
- Campeão Muay thai champs word 2001-2014

## Histórico de lutas
- No Muay Thai
  - 216 Lutas - 185 Vitórias (56 (T)KO's), 9 Derrotas, 12 Empates
- No K-1 World MAX
  - 27 Lutas - 22 Vitórias (5 (T)KO's), 5 Derrotas